# خليوة

## الموقع والسكان
تقع شمال مدينة عطبرة بـ 4 كلم من سوق المدينة، وجنوب مدينة بربر بنحو 36 كلم، يحدها جنوبا حي الامتداد الشمالي وفي الغرب الجنوبي حي السيالة وفي الجنوب كنور ومن الناحية الغربية نهر النيل ومن الناحية الشرقية مشروع الأمن الغذائي الزراعي.
عدد سكانها يفوق ال 160000 نسمة يتكون هذا العدد من السكان الأصليين (وهم من قبيلة الرباطاب ويمتد نسبهم الي مؤسس المنطقة الشيخ أحمد إدريس سليمان الملقب بودفلاتي) وعدة قبائل أخرى منها الشايقية والريافة والدناقلة والقليل جدا من الجعليين والمحس والحلفاويين.

## من أحيائها
بها أكثر من حي: خليوة جنوب وخليوة وسط وخليوة شمال وبها عدة مساجد منها: مسجد خليوة وسط وخليوة جنوب أو حلة الدناقلة ومسجد الوالدين ومسجد انصار السنة المحمدية. وبها العديد من الاندية الرياضية: نادي الوحدة ونادي التحرير ونادي النهضة ونادي النجمة ونادي الاخوة، حيث تحتوي المنطقة علي عدد من المدارس الحكومية، مدرسة للأساس بنين ومدرستان للأساس بنات.

## بعض الأنشطة
الشيخ أحمد إدريس سليمان (ود فلاتي) وهو صاحب أقدم خلوه بخليوه ومنها اشتق اسم خليوه نسبه للتصغير عند اهالي المنطقة...وهو جد أهل المنطقة الأساسين وقبر بخليوه قبل أكثر من 600 سنة. اشتهرت خليوة بدراسة القرآن والخلاوي.